# Ptilocatagonia viridescens
Ptilocatagonia viridescens är en tvåvingeart som först beskrevs av Louis-Paul Mesnil 1956.  Ptilocatagonia viridescens ingår i släktet Ptilocatagonia och familjen parasitflugor. Inga underarter finns listade i Catalogue of Life.